# Siobhán Cullen
Siobhán Kate Cullen (Dublín, febrer de 1990) és una actriu irlandesa. Va començar la seva carrera com a actriu infantil, fent el seu debut a l'obra "By the Bog of Cats" de 1998 de Marina Carr a l'Abbey Theatre de Dublín. Va aconseguir el seu primer paper important a la pel·lícula de terror "The Inside" d'Eoin Macken de 2012.

## Biografia
Cullen va créixer a Rathfarnham, un suburbi del sud de Dublín. Va assistir a la Loreto High School Beaufort i va fer classes al Teatre dels Joves d'Ann Kavanagh. Es va graduar amb una llicenciatura en Art i estudis teatrals al Trinity College de Dublín.

## Carrera
Cullen tenia uns vuit anys quan va ser seleccionada per a la seva primera obra professional a By the Bog of Cats de Marina Carr a l'Abbey Theatre. Seguit pel debut el 2001 al llargmetratge "The Crooked Mile" i un altre paper a "Ariel" a l'Abbey Theatre, i el 2003, va interpretar una jove Jane Eyre al Gate Theatre. Va fer el debut televisiu amb el paper de Kristen a la cinquena temporada del drama mèdic del canal RTÉ One The Clinic, que es va emetre el 2007.
Va tornar al Gate Theatre en la producció del 2011 Una dona sense importància, el 2012 a Un enemic del poble i el 2014 a Un marit ideal. També el 2012, va protagonitzar la pel·lícula de terror d'Eoin Macken The Inside i va fer el seu debut a Nova York amb The Life and Sort of Death of Eric Argyle al 59E59 Theatre. El 2013 va aparèixer a la pel·lícula biogràfica Jimi: All Is by My Side.
El 2016 va aparèixer a les pel·lícules The Randomer i El gólem de Limehouse, i va fer el debut a Londres amb un petit paper a The Plough and the Stars al Royal National Theatre el 2016. L'any següent va tornar a la televisió amb el paper de Morgan a la minisèrie Paula de RTÉ One i BBC One.
Per l'actuació principal a L'hort dels cirerers a Galway, Cullen va ser nominada als premis de teatre irlandès. Va protagonitzar al costat de Gemma-Leah Devereux la pel·lícula The Bright Side, va tenir un paper principal al drama criminal d'ITV The Long Call i va fer una aparició com a convidada en un episodi de la sèrie Dalgliesh de Channel 5.
El 2022, Cullen va interpretar a Caroline Sheridan a la comèdia dramàtica d'RTÉ One i BritBox The Dry. Va interpretar el paper de Finnuala Connell a Straight Line Crazy al Bridge Theatre de Londres i va aparèixer a Good Sex al Festival de Teatre de Dublín. Cullen ha protagonitzat també les sèries Obituary de Hulu i Bodkin de Netflix.

## Teatre
- 1998. By the Bog of Cats
- 2001. Ariel
- 2003. Jane Eyre (musical)
- 2011. Una dona sense importància
- 2011. Monster/Clock
- 2012. The Life and Sort of Death of Eric Argyle
- 2012. Un enemic del poble
- 2012. Assassins (musical)
- 2014. Un marit ideal
- 2016. The Plough and the Stars
- 2017. The Effect
- 2017. Crestfall
- 2018. Ricard III
- 2020. L'hort dels cirerers
- 2021. Once Upon a Bridge
- 2022. Straight Line Crazy
- 2022. Good Sex

## Filmografia

### Llargmetratges
- 2001. The Crooked Mile
- 2012. The Inside
- 2013. Jimi: All Is by My Side
- 2016. The Randomer
- 2016. El gólem de Limehouse
- 2016. Glen of the Downs
- 2020. The Bright Side

### Sèries
- 2007. The Clinic (3 episodi a la temporada 5)
- 2017. Paula
- 2020. The Split (2 episodis a la temporada 2)
- 2021. The Long Call
- 2021. Dalgliesh  (episodi "Shroud for a Nightingale")
- 2022. The Dry
- 2023. Obituary
- 2024. Bodkin

### Websèrie
- 2018. Origin

## Premis i nominacions
| Any  | Premi                          | Categoria                | Obra               | Resultat |
| ---- | ------------------------------ | ------------------------ | ------------------ | -------- |
| 2022 | Premis de Teatre Irlandès      | Millor actriu secundària | The Cherry Orchard | Nominat  |
| 2024 | Irish Film & Television Awards | Actriu principal – Drama | Obituary           | Nominat  |